# Arman Hall

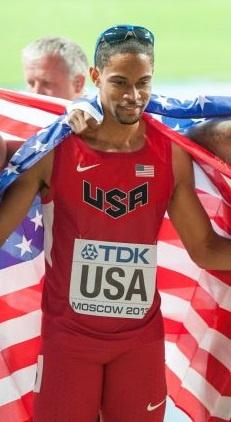
Arman Hall

Arman Hall (* 12. Februar 1994 in Miami) ist ein US-amerikanischer Sprinter, der sich auf den 400-Meter-Lauf spezialisiert hat.
Einem Sieg bei den Leichtathletik-Jugendweltmeisterschaften 2011 in Lille folgte 2012 die Silbermedaille bei den Juniorenweltmeisterschaften in Barcelona, wo er außerdem in der 4-mal-100-Meter-Staffel und in der 4-mal-400-Meter-Staffel Gold gewann.
2013 wurde er Dritter bei den US-Meisterschaften. Bei den Leichtathletik-Weltmeisterschaften in Moskau erreichte er im Einzelbewerb das Halbfinale und holte mit dem US-Team in der 4-mal-400-Meter-Staffel Gold.
Arman Hall absolvierte die St. Thomas Aquinas High School in Fort Lauderdale und startete ab 2012 für das Collegeteam der University of Florida.

## Persönliche Bestzeiten
- 100 m: 10,64 s, 9. April 2011, Miramar
- 200 m: 20,73 s, 20. April 2013, Gainesville
  - Halle: 21,22 s, 11. März 2012, New York City
- 400 m: 44,82 s, 21. Juni 2013, Des Moines
  - Halle: 46,61 s, 2. Februar 2013, Lincoln